# Ars Antibari
Ars Antibari (UKAA) je udruženje književnika, osnovano 16. novembra 1993. godine u Baru, Crna Gora. Osnovali su ga, pod imenom Ars Fluid, mladi pisci Senad Karađuzović, Željko Milović, Slavko Strahinja, Esad Idrizaj i Dejan Radunović, a ubrzo im se pridružio i Vojislav Mistović.

## Počeci
Kao najiskusniji među njima, Karađuzović je na samom početku bio vođa ove književne skupine, koja se brzo omasovila i počela oglašavati po lokalnim medijima, uz prve nastupe u Podgorici i Čanju. Karađuzović je prvi od članova publikovao zbirku pjesama Delirium Poeticus (1994), i od tada kreće saradnja UKAA sa Međurepubličkom zajednicom za kulturno-prosvjetnu djelatnost iz Pljevalja, koja će ubuduće biti izdavač njihovih samostalnih knjiga, uz rijetke izuzetke. 
Uslijedili su prvijenci Mistovića — Zapisi potonjeg barskog romantika, Milovića — Bandiera Rossa, Desimirke Filipović — Podnevni sumrak i druga knjiga Karađuzovića — Mit o paralelnim elipsama. Članovi UKAA u to vrijeme održavaju veoma živu književnu aktivnost, organizujući svake nedjelje javna čitanja pjesama, uz povremena gostovanja kolega iz drugih crnogorskih gradova. Osim toga, učestvuju na književnim konkursima u Srbiji i Crnoj Gori, te pet godina zaredom (1993—1997) postaju finalisti pančevačkih Rukopisa. 
Prva zajednička knjiga članova UKAA Zvona ispod mora izlazi 3. aprila 1995. godine. U Zborniku, čiji je nastanak savjetima pomogao Tihomir Brajović, nalaze se radovi 26 autora, mahom iz Bara, ali i iz Podgorice, Pljevalja, Beograda, Pančeva, Smedereva, Čačka i Čakovca. Nedugo nakon izlaska Zbornika, prvu knjigu publikuje i Idrizaj (Ćutnja), drugu Mistović (Montenegrina Notte Rossa) i Milović (Ovu knjigu nisam nazvao imenom tvojim), a treću Karađuzović (Vrt divljih trešanja), koji sa još nekolicinom autora iz UKAA priprema i izdaje književni fanzin Ars Poetica.

## Zaokret ka urbanom
Početkom 1996. Karađuzović napušta UKAA (nastavlja plodnu književnu produkciju, koja traje do danas), a na mjesto predsjednika Udruženja dolazi Milović. On svjesno kanališe književne izraze dijela članova ka beat i underground poeziji i prozi, te inicira prijem troje srbijanskih rokera u Udruženje. Tako su članovi Ars Antibarija postali Margita Stefanović — klavijaturista grupe Ekatarina Velika, Brane Babić Kebra — pjevač sastava Obojeni program i Nikola Vranjković — gitarista grupe Block Out. Time je Udruženje zadobilo neophodnu medijsku pažnju, neposredno pred izlazak drugog zbornika Izgleda da će jugo (22. oktobar 1996).
U tom Zborniku se nalaze premijerno objavljeni prozni radovi Stefanovićeve i poezija Vranjkovića, dok je Kebra predstavljen pjesmama iz njegovih ranijih djela. Osim njihovih, u knjizi su radovi još 22 autora, raznorodnih po formi i sadržini, ali naglašeno urbanog senzibiliteta, iz Bara, Ulcinja, Zagreba, Beograda, Zemuna, Pančeva i Čačka. 
Izdavačku aktivnost 1996. započinje drugi ešalon pisaca UKAA, na čelu sa veoma talentovanom pjesnikinjom Draganom Rukavinom. Ona 1996. publikuje knjigu pjesama Horizontala preko bola, a 1998. i njen svojevrsni nastavak Vertikala bola. Vladimir Raščanin izdaje 1997. godine prvu knjigu Gomila posrnulih kišobrana, a 1999. i drugu Baštovani kamenog sna. Milović 1998. publikuje novu knjigu poezije i proze Periferni vremeplov. 
U tom periodu, aktivnost Udruženja je više na papiru, nego stvarna — djeluju kao institucija pri publikovanju izdanja, a okupljaju se samo za nastupe na zvaničnim državnim manifestacijama, poput onih koje organizuje barski Kulturni centar. 

## (Odbrana i) Posljednji dani
Posljednji Zbornik, izdat 12. februara 1999, bio je pokušaj da se pobjegne iz kandži establišmenta kome su članovi UKAA počeli da pripadaju, međutim, on je samo pokazao neminovnost tog procesa. Luksuzno upakovana knjiga Da li da ti kažem ko te je ubio, Gea? pokazala je da su dani bujajućeg entuzijazma daleko iza njih. Od izdavača (Multimedia, Beograd), preko naslovne strane, stripovskih i grafičkih rješenja, do znatno složenijih proznih formi unutar Zbornika — sve je pokazivalo da je UKAA postao skup pojedinaca koji institucionalno više ne trebaju jedni drugima. Zbornik je naišao na različite kritike u crnogorskoj štampi, od krajnje negativnih do glorifikatorskih, a do danas je ostao najtraženije izdanje UKAA, prije svega zbog proznih tekstova prerano preminule Margite Stefanović. U Zbornik su uvršteni i radovi Nandora Ljubanovića, pjesnika pančevačke pank grupe Napred u prošlost, te ponovo Vranjkovića i Kebre, ali i još 20 kvalitetnih autora iz Bara, Podgorice, Bijelog Polja, Ulcinja, Beograda, Čačka i Pančeva. 
Na krilima euforije oko izlaska novog Zbornika, članovi UKAA su ljeta 1999. održali u Baru veliki poetsko-muzički performans Ostrogoti jure, nadomak su cilja, uz učešće dvadesetak književnika i muzičara. Uslijedio je potom i niz manjih pjesničko-scenskih formi na Valu od Bigovice, pod nazivom Poezijom protiv divljine. 
Nakon Zbornika, i aktivnog ljeta, rad UKAA zamire. Nije pomoglo ni pristupanje Saladina Dina Burdževića, poznatog bjelopoljskog pisca nastanjenog u Njemačkoj, koji je nekoliko zbirki pripovjedaka potpisao kao član Ars Antibarija (Immigrant’s song, Sonet o skoku sa zgrade, Brus Li je umro u Bijelom Polju...), ni Srđana Lekovića, u narednim godinama jednog od najaktivnijih barskih pjesnika (Kad je reč o tebi, Svitac).
Ars Antibari od 2000. počinje da figurira u književnoj javnosti Crne Gore samo kao izdavačka kuća koja potpisuje izdanja (Željko Milović: Bandiera Nera 1, Bandiera Nera 2, Ona i grad i grad i ja; Marija Jovović: Na bljesak daleko od Jeršaleima), da bi rad Udruženja i zvanično zamro 2005. godine. 

## Bibliografija
- Senad Karađuzović — Delirium Poeticus
- Vojislav Mistović — Zapisi potonjeg barskog romantika
- Željko Milović — Bandiera Rossa
- Desimirka Filipović — Podnevni sumrak
- Senad Karađuzović — Mit o paralelnim elipsama
- Esad idrizaj — Ćutnja
- Vojislav Mistović — Montenegrina Notte Rossa
- Željko Milović — Ovu knjigu nisam nazvao imenom tvojim
- Senad Karađuzović — Vrt divljih trešanja
- Dragana Rukavina — Horizontala preko bola
- Dragana Rukavina — Vertikala bola
- Željko Milović — Periferni vremeplov
- Vladimir Raščanin — Gomila posrnulih kišobrana
- Vladimir Raščanin — Baštovani kamenog sna
- Saladin Burdžović — Brus Li je umro u Bijelom Polju
- Saladin Burdžović — Sonet o skoku sa zgrade
- Željko Milović — Bandiera Nera 1
- Željko Milović — Bandiera Nera 2
- Srđan Leković — Kad je reč o tebi
- Marija Jovović — Na bljesak daleko od Jeršaleima
- Srđan Leković — Svitac
- Saladin Burdžović — Immigrant’s song
- Željko Milović — Ona i grad i grad i ja
- Različiti autori (zbornik UKAA) — Zvona ispod mora
- Različiti autori (zbornik UKAA) — Izgleda da će jugo
- Različiti autori (zbornik UKAA) — Da li da ti kažem ko te je ubio, Gea?

## Pisci u zbornicima udruženja
Babić Brane Kebra, Baković Ante, Bojić Jasmina, Bojović Zoran, Burdžović Saladin, Velimirović Valentina, Vezilić Olivera, Vranjković Nikola, Vujović Ivana, Darmanović Nenad, Đendić Danijela, Živković Violeta, Idrizaj Esad, Jašović Boris, Jovović Marija, Karađuzović Senad, Knežević Veselin, Kovačević Dragoje, Kosović Martina, Leković Vesko, Leković Srđan, Lesinger Sandra, Ljubanović Nandor, Marković Strahinja, Martinović Aleksandar, Mašanović (Bojić) Olivera, Milović Zoran, Milović Željko, Mistović Vojislav, Paunović Tanja, Petrović Isidora, Petrović Magdalena, Radulović Lidija, Radunović Dejan, Radunović Snežana, Raščanin Vladimir, Rizani Drita, Ristović Predrag, Romčević Vesna, Rukavina Dragana, Srećković Zorana, Stefanović Margita, Strahinja Slavko, Todorović Banović Nataša i Filipović Desimirka.